# Derecho de Portugal
El Derecho de Portugal se basa en el Derecho continental, heredero del Derecho romano. El sistema jurídico portugués es similar al de otros países europeos, tales como Francia, Italia, España y Alemania; aunque diferente a aquellos de tradición anglosajona.

## Historia
Antes de la aprobación del actual Código civil en 1966, Portugal tenía un antiguo sistema jurídico basado en el derecho romano:
- Código Afonsino o Aƒonsinas (1446), de origen consuetudinario, adoptado formalmente en 1454 por Pedro de Portugal, duque de Coímbra.
- Código Manuelino o Manuelinas (1512-1520), bajo el reinado de Manuel I de Portugal, y modificado en 1526, 1533 y 1580.
- Filipinas (1603)

Durante el dominio español (1580-1640), algunas leyes españolas fueron incorporadas al antiguo Código civil. El primer Código Civil moderno entró en vigencia en 1867 y todavía se mantiene en vigor en Goa. El segundo y actual Código civil fue promulgado en 1966 y está vigente en varias antiguas colonias, pero no en Macao, donde fue sobreseído por el Código Civil de Macao de 1999 que significó una revisión del Código de 1966, preparado bajo la influencia de juristas portugueses.

## Legislación
Las principales leyes incluyen la Constitución (1976), el Código civil (1966) y el Código penal (1982). Otras leyes relevantes son el Código comercial (1888), el Código procesal civil (1961), el Código procesal penal y el Código laboral. Todas estas leyes han tenido revisiones desde su publicación original.
La Constitución vigente fue redactada por la Asamblea Constituyente elegida en las primeras elecciones libres del país el 25 de abril de 1975, primer aniversario de la Revolución de los Claveles. Sus diputados darán por concluidas sus labores el 2 de abril de 1976 y la Constitución entró en vigor el 25 de abril de 1976. Este texto ha tenido sucesivas revisiones constitucionales en 1982, 1989, 1992, 1997, 2001, 2004 y 2005.

## Proceso legislativo

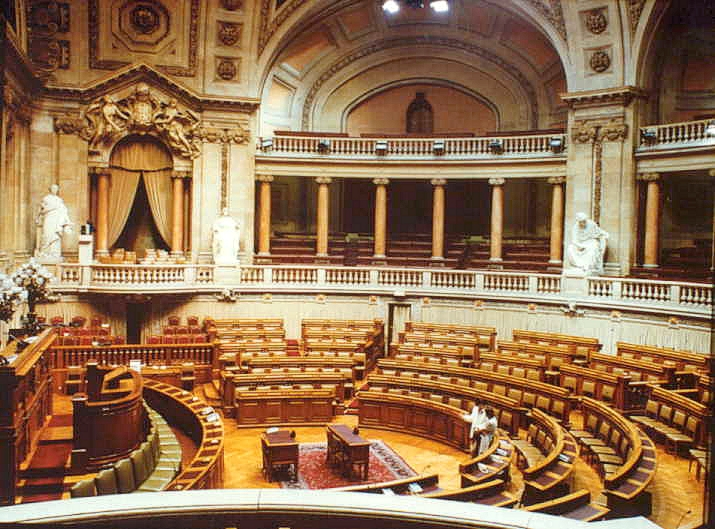
Hemiciclo de la Asamblea de la República de Portugal.

En Portugal, el proceso legislativo compete a la Asamblea de la República o al Gobierno de acuerdo a las respectivas materias de competencia legislativa. Los documentos emanados de la Asamblea de la República tienen una designación de leyes y los documentos promulgados por el Gobierno tienen la designación de Decretos ley.

### Proceso de elaboración de leyes por la Asamblea de la República
Este proceso se inicia con el proyecto de ley (texto presentado por los diputados o por los grupos parlamentarios a la Asamblea de la República para que esta se pronuncie) o con la propuesta de ley (texto presentado por el Gobierno a la Asamblea para que esta se pronuncie). Después de aprobado por la Asamblea, se designa como decreto y, tras su promulgación por el Presidente de la República, es publicado como ley. 
Una promulgación es un acto por el cual el presidente de la República testifica solemnemente la existencia de la norma jurídica y exige su cumplimiento. El Presidente de la República podrá no promulgar el documento y ejercer su derecho de veto, el cual podrá ser jurídico o político. La promulgación es una etapa esencial en el proceso legislativo, ya que después de esta, el texto se convierte en ley, mientras que la falta de promulgación tiene como consecuencia la inexistencia jurídica del acto. Después de la promulgación, el documento es enviado al Gobierno para la refrenda ministerial, a la que sigue la publicación en el Diário da República bajo la forma de ley para su entrada en vigor.

### Proceso de elaboración de decretos-ley por el Gobierno
En sus competencias legislativas, el Gobierno puede optar por una de dos situaciones:
Designaciones sucesivas
El texto del documento es sometido separadamente a la designación del primer ministro y de cada uno de los ministros competentes. Una vez obtenidas las aprobaciones, el documento es enviado al Presidente de la República para su promulgación.
Aprobación en el Consejo de Ministros
El texto del respectivo decreto-ley es presentado y aprobado en Consejo de Ministros, siendo después enviado al Presidente de la República para su promulgación.
En caso de veto, el Gobierno puede:
- Archivar.
- Modificar.
- Enviar a la Asamblea de la República bajo la forma de una propuesta de ley.

## Aplicación
Una variante del sistema jurídico portugués es utilizado en varios países y territorios alrededor del mundo, como los siguientes:
- Portugal (República portuguesa)
- Angola
- Guinea-Bissau
- Macao (Región Administrativa Especial de Macao de la República Popular de China)
- Goa (actualmente parte de India)
- Cabo Verde (República de Cabo Verde)
- Mozambique (República de Mozambique)
- Brasil (República Federal de Brasil), en menor medida
- Santo Tomé y Príncipe